# Scholls, Oregon
Scholls, Oregon là một cộng đồng chưa hợp nhất trong quận Washington, Oregon, Hoa Kỳ. Nó nằm dọc theo bờ phía nam của sông Tualatin gần giao điểm của Xa lộ Oregon 210 và Xa lộ Oregon 219. Scholls nằm khoảng 7 dặm Anh về phía bắc của Newberg, 7 dặm về phía tây của Tigard và 8 dặm về phía nam của Hillsboro. Khu vực quanh Scholls chủ yếu là đất nông nghiệp.
Dân số khoảng 300 người.

## Lịch sử
Theo sách Oregon Geographic Names, cộng đồng này được đặt tên của nhà tiên phong Peter Scholl khai khẩn đất hoang ở đây vào năm 1847. Scholls trước đây là một bến phà quan trọng đưa rước khách ngang qua sông Tualatin giữa Scholls và Kinton lân cận. Trong khi phà sau đó đã được thay thế bằng một cây cầu nhưng Xa lộ Oregon 210 vẫn còn được dân địa phương gọi là Đường Phà Scholls.
Scholls nằm trong xứ rượu vang của Oregon, và ở đây có một số xưởng nấu rượu bia nổi tiếng, gồm có Xưởng rượu Raptor Ridge sản xuất ra các loại rượu trắng đoạt giải thưởng như Pinot Gris và Pinot Grigio.
Bưu điện "Scholls Ferry" được thiết lập năm 1871, và tên của nó được đổi thành "Scholls" vào năm 1895. Mã bưu điện của Scholls là 97123.

## Địa điểm hấp dẫn
Nhà thờ Cộng đồng Scholls, tiệm tạp hóa, Trường tiểu học Groner, Nông trại Kraxberger, nông trại táo.